# Cory i Det Hvide Hus
Cory i Det Hvide Hus er en spin-off serie af den succesfulde Emmy nominerede serie That's So Raven. Raven, Eddie & Chelsea er begyndt på universitetet, og Corys & Ravens mor læser stadig til Jura i England. Victor bliver tilbudt et job i det hvide hus, hvor han skal være præsidentens private kok. Det accepterer han, og han og Cory flytter ind i det hvide hus.

## Afsnit

### Serieoversigt
| Sæson | Sæson | Afsnit | Oprindelig sendedato | Oprindelig sendedato |
| Sæson | Sæson | Afsnit | Første afsnit        | Sidste afsnit        |
| ----- | ----- | ------ | -------------------- | -------------------- |
|       | 1     | 21     | 12. januar 2007      | 21. september 2007   |
|       | 2     | 13     | 17. november 2007    | 12. september 2008   |